# هلن گیلبرت
هلن گیلبرت (انگلیسی: Helen Gilbert؛ ‏ ۴ ژوئیهٔ ۱۹۱۵ – ۲۳ اکتبر ۱۹۹۵) بازیگر اهل ایالات متحده آمریکا بود.
از فیلم‌هایی که وی در آن‌ها نقش داشته است، می‌توان به  فلوریان اشاره نمود.